# آبشار ویور
آبشار ویور (به انگلیسی: Veever's Falls) آبشاری است که در همیلتون (انتاریو)، کانادا واقع شده و ارتفاع کلی ریزشگاه آن ۱۲ متر (۳۹ فوت) است.